# Equipe catariana na Copa Davis
A equipe catariana na Copa Davis representa o Catar na Copa Davis, principal competição de tênis masculina por equipes do mundo. É administrada pela Qatar Tennis Federation.